# Lucy Ellmann
Œuvres principales
- Petits désastres de la vie ordinaire (1991)
- Les Lionnes (2019)

Lucy Ellmann, née le 18 octobre 1956 est une romancière britannique et américaine. Née aux États-Unis, elle vit actuellement à Édimbourg, en Écosse.

## Biographie
Elle est la fille du biographe et critique littéraire américain Richard Ellmann et de la critique littéraire féministe Mary Ellmann. Née dans l'Illinois, elle déménage au Royaume-Uni à l'âge de 13 ans. Elle y effectue des études d'art à l'université de Falmouth, à l'université d'Essex et à l'institut Courtauld.
Son premier livre, Sweet Desserts, a remporté le prix Guardian Fiction.
Elle est mariée à l'écrivain américain Todd McEwen. Son quatrième roman, Dot in the Universe, a été sélectionné pour le Orange Prize for Fiction et pour le Believer Book Award. Son dernier livre, Ducks, Newburyport a été sélectionné pour le Booker Prize en 2019,.
Ellmann a donné des conférences et dirigé des séminaires d'écriture créative à l'Université de Kent entre septembre 2009 et juillet 2010,.

## Style
Le style de Lucy Ellman est caractérisé par un goût pour la satire et le sarcasme. Ses écrits proposent une vision tragi-comique de l'absence de sens de l'existence. Elle y tente de proposer une vision honnête, et parfois brutale, des aspirations romantiques des individus et de la domination de la mort.
Les textes d'Ellmann proposent un caractère semi-autobiographique, mêlé à des passages de fantaisie plus débridée. L'auteur y use également d'une grande inventivité formelle, en particulier typographique, avec en particulier un usage souvent original des italiques, de la ponctuation et des majuscules, une technique qu'elle a expliqué avoir emprunté à son mari, l'écrivain Todd McEwen. Ellmann fait également usage de formes poussées d'intertextualité dans ses romans en y intégrant de longues listes et des extraits de textes variés, tels que des livres de cuisine ou des lettres de suicide.
Ses personnages sont souvent torturés, poussés à la haine de soi et pleins de mélancolie. Ils doutent de leur place dans le monde ou de la possibilité de trouver un but ou un sens à ce dernier.

## Principaux ouvrages
- Sweet Desserts (1988)
- Varying Degrees of Hopelessness (1991), traduit sous le titre Petits désastres de la vie ordinaire
- The Spy Who Caught a Cold (screenplay, 1995)
- Man or Mango? A Lament (1999)
- Dot in the Universe (2003)
- Doctors & Nurses (2006)
- Mimi (2013)
- Ducks, Newburyport (2019), traduit sous le titre Les Lionnes

## Réception en français
Son second ouvrage, Varying Degrees of Hopelessness, paru en 1991, est publié en 1995 sous le titre Petits désastres de la vie ordinaire par les éditions du Seuil.
En 2020, son ouvrage sélectionné pour le Booker Prize, Ducks, Newburyport, parait en français dans une traduction de Claro sous le titre Les Lionnes. Il s'agit d'un roman de plus de mille pages, entièrement écrit en flux de conscience.